# Franz Eichberger
Franz Eichberger, född 26 mars 1913, död 31 december 2004, var en friidrottare från Österrike. Han deltog vid olympiska sommarspelen 1936.